# 阿杰伊·威尔逊
阿杰伊·威尔逊（英語：Ajeé Wilson，1994年5月8日—）生于新泽西州内普顿，是一名美国女子田径运动员，主攻800米赛跑。她在2012年前就读于位于内普顿的综合健康科学学院（Academy of Allied Health & Science）。她原本准备就读佛罗里达州立大学。2016年，她毕业于天普大學。
威尔逊曾在2011年获得美国田径联合会颁发的年度最佳青年运动员奖。